# Castelo Sudeley
Castelo Sudeley é um castelo classificado de Grau I, situado na freguesia de Sudeley, nos Cotswolds, próximo da vila medieval de Winchcombe, no condado de Gloucestershire, Inglaterra. O castelo possui 10 jardins notáveis que cobrem cerca de 6,1 hectares dentro de uma propriedade de 490 hectares aninhada entre as colinas dos Cotswolds.
A construção do castelo teve início em 1443, por iniciativa de Ralph Boteler, então Tesoureiro-Mor de Inglaterra, no local onde anteriormente se erguia uma casa senhorial fortificada do século XII. Mais tarde, o castelo foi confiscado pela Coroa, passando para a posse do Rei Eduardo IV e do Rei Ricardo III, este último responsável pela edificação do célebre salão de banquetes.
O Rei Henrique VIII e a sua então esposa, Ana Bolena, visitaram o castelo em 1535; e este tornar-se-ia posteriormente a residência e local de sepultura da sua sexta esposa, Catarina Parr, que contraiu novo matrimónio após a morte do rei. Catarina Parr encontra-se sepultada na capela do castelo, tornando Sudeley no único castelo de propriedade privada no mundo onde repousa uma Rainha de Inglaterra.
Sudeley viria a tornar-se residência da família Chandos, tendo o castelo recebido três visitas da Rainha Isabel I, que ali organizou uma celebração de três dias em honra da derrota da Armada Espanhola.
Durante a Primeira Guerra Civil Inglesa, o castelo foi utilizado como base militar pelo Rei Carlos I e pelo Príncipe Rupert. Posteriormente, foi cercado e demolido de forma deliberada pelas forças parlamentares, permanecendo em ruínas durante vários séculos. Em 1837, foi adquirido pela família Dent, que o restaurou e o transformou numa residência familiar.

## História

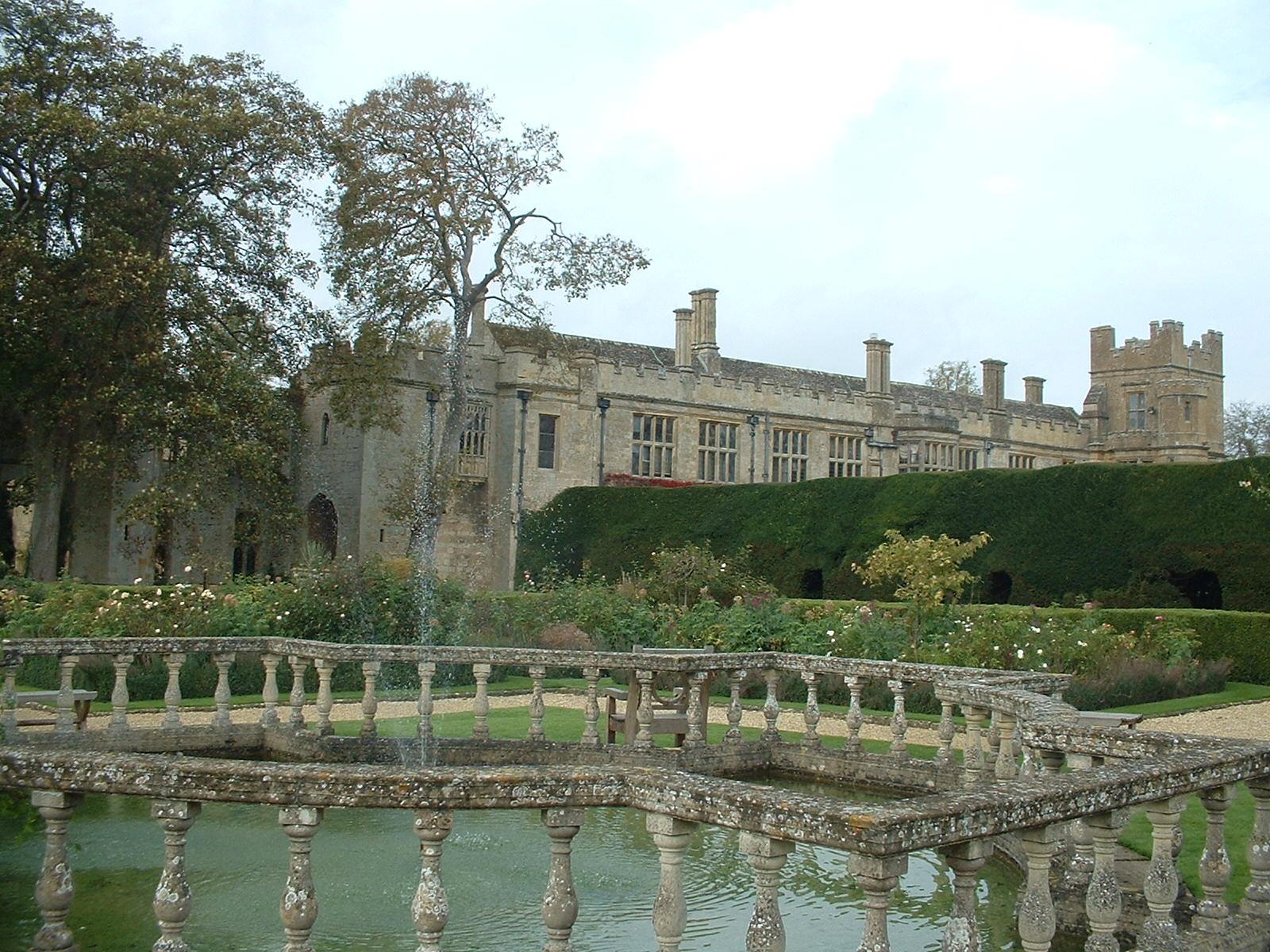
Os Jardins das Rainhas no Castelo Sudeley.

### Século XI
Apesar de as origens de Sudeley se perderem no tempo, o seu nome, uma corrupção do termo anglo-saxão Sudeleagh, que significa "pastagem ou clareira meridional na floresta", sugere a natureza primitiva do local. A ascensão de Sudeley como propriedade real deve-se, provavelmente, à sua proximidade com Winchcombe, que, durante o reinado do Rei Offa, foi capital do Reino da Mércia. Sob o patrocínio real, Winchcombe floresceu, tornando-se uma cidade muralhada com mosteiro próprio, onde hoje se encontram sepultados um rei e um santo.
No início do século XI, Sudeley havia-se tornado uma casa senhorial inserida num parque de veados, tendo sido oferecida como presente régio do Rei Æthelred II à sua filha Goda de Inglaterra no dia do seu casamento.
Apesar da política de Guilherme, o Conquistador de privar os nobres saxões das suas propriedades após a Conquista Normanda de 1066, a família conseguiu manter a posse de Sudeley, permanecendo nas mãos dos descendentes de Goda por mais quatro séculos.

### Século XII
Durante o período da Anarquia, John de Sudeley apoiou a Imperatriz Matilde na sua luta contra o primo, o Rei Estêvão de Inglaterra.
Crê-se que o primeiro castelo Sudeley tenha sido construído neste período, conhecido por ser de castelos adulterinos. Nada se sabe quanto à sua configuração; poderá ter consistido na fortificação da casa senhorial existente ou na construção de um novo edifício.
Após o saque de Worcester em 1139, levado a cabo pelas forças de Matilde sob o comando do seu irmão Roberto de Gloucester, Waleran de Beaumont, 1.º Conde de Worcester retaliou, capturando Sudeley e Tewkesbury.
Embora pouco se saiba sobre o impacto do ataque em Sudeley, é provável que as suas fortificações tenham sido desmanteladas pelo vingativo Conde de Worcester, já que, pouco depois, Roger Fitzmiles, 2.º Conde de Hereford mandou construir um novo castelo motte-and-bailey em Winchcombe.
Décadas após a Anarquia, a família Sudeley regressaria ao protagonismo, com o filho mais novo de John, William de Tracy, um dos assassinos de Thomas Becket, Arcebispo de Cantuária. William foi subsequentemente excomungado pelo Papa Alexandre III, tendo realizado uma peregrinação a Roma em 1171, onde obteve audiência com o Pontífice, que o condenou ao exílio em Jerusalém.

### Construção do castelo actual

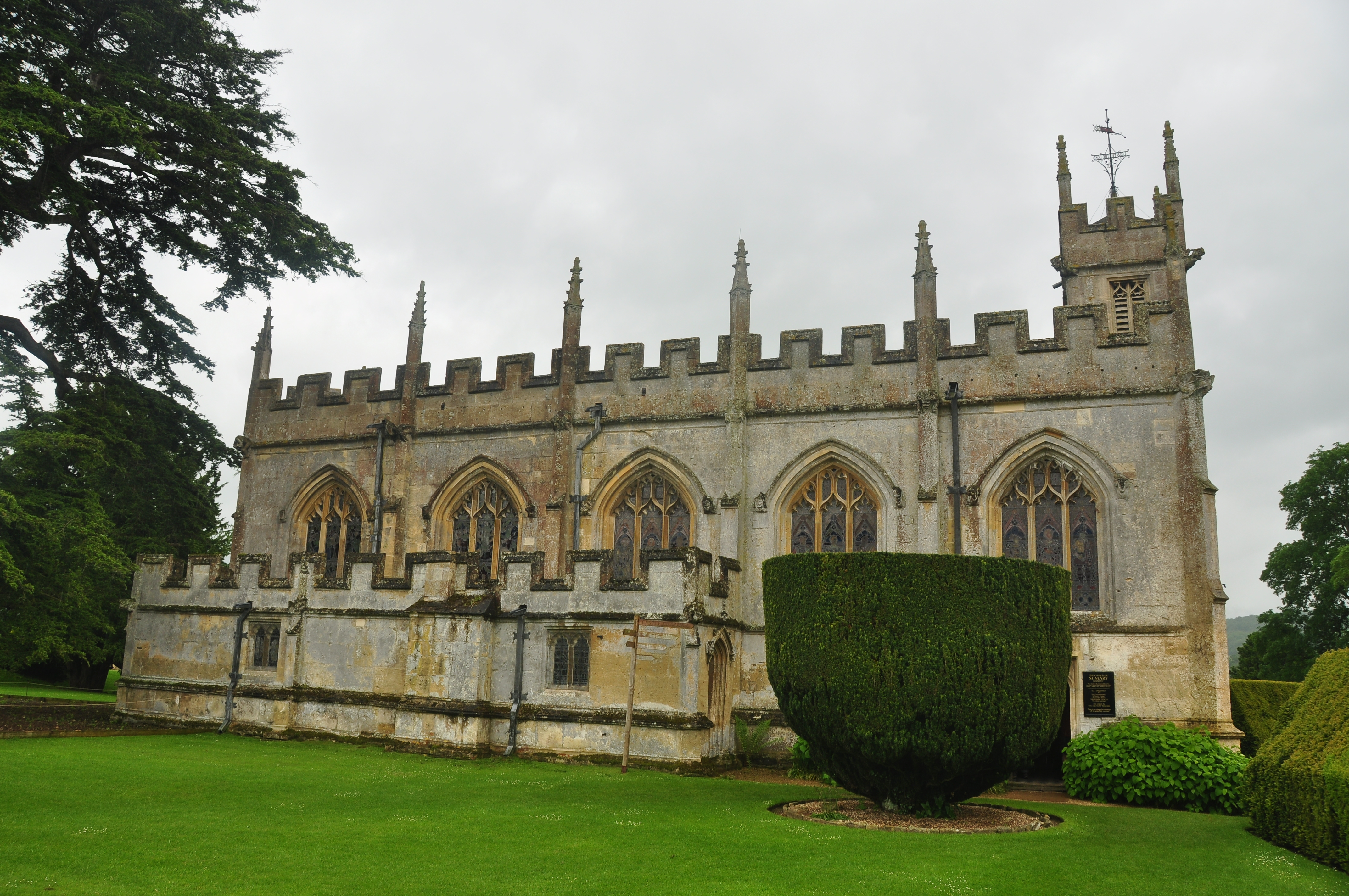
Capela de Santa Maria, construída cerca de 1460.

No início do século XV, julgava-se extinta a linhagem dos Sudeley, tendo o castelo passado para a família Boteler por via matrimonial, através de Joan, irmã do último de Sudeley.
Ralph Boteler terá iniciado a construção do castelo em 1443, sensivelmente à mesma altura em que foi nomeado Tesoureiro-Mor de Inglaterra. Destacou-se durante a Guerra dos Cem Anos, tendo servido em França sob o comando de João de Lencastre, 1.º Duque de Bedford em 1419, e foi nomeado para o Conselho de Regência do Rei Henrique VI em 1423.
Este não foi o seu primeiro grande projecto, tendo anteriormente renovado de forma significativa o Solar de The More, que utilizava quando estava na corte. Esta residência foi descrita pelo embaixador francês Jean du Bellay como sendo mais sumptuosa do que o Palácio de Hampton Court. Infelizmente, Ralph não obteve licença régia para amear o castelo, tendo de solicitar perdão a Henrique VI.
Ralph concebeu o Castelo Sudeley com planta de duplo pátio: o pátio exterior destinado a servos e homens de armas, e o pátio interior reservado ao uso de Ralph e da sua família.
Em 1449, Thomas Boteler, filho de Ralph, casou com Eleanor Talbot, célebre como "a Rainha Secreta de Inglaterra" devido à sua relação com o Rei Eduardo IV após a morte do seu marido. Foi com base nesta relação que o Rei Ricardo III declarou ilegítimos os filhos e herdeiros do seu irmão, abrindo caminho à sua própria ascensão ao trono.

### Ricardo III

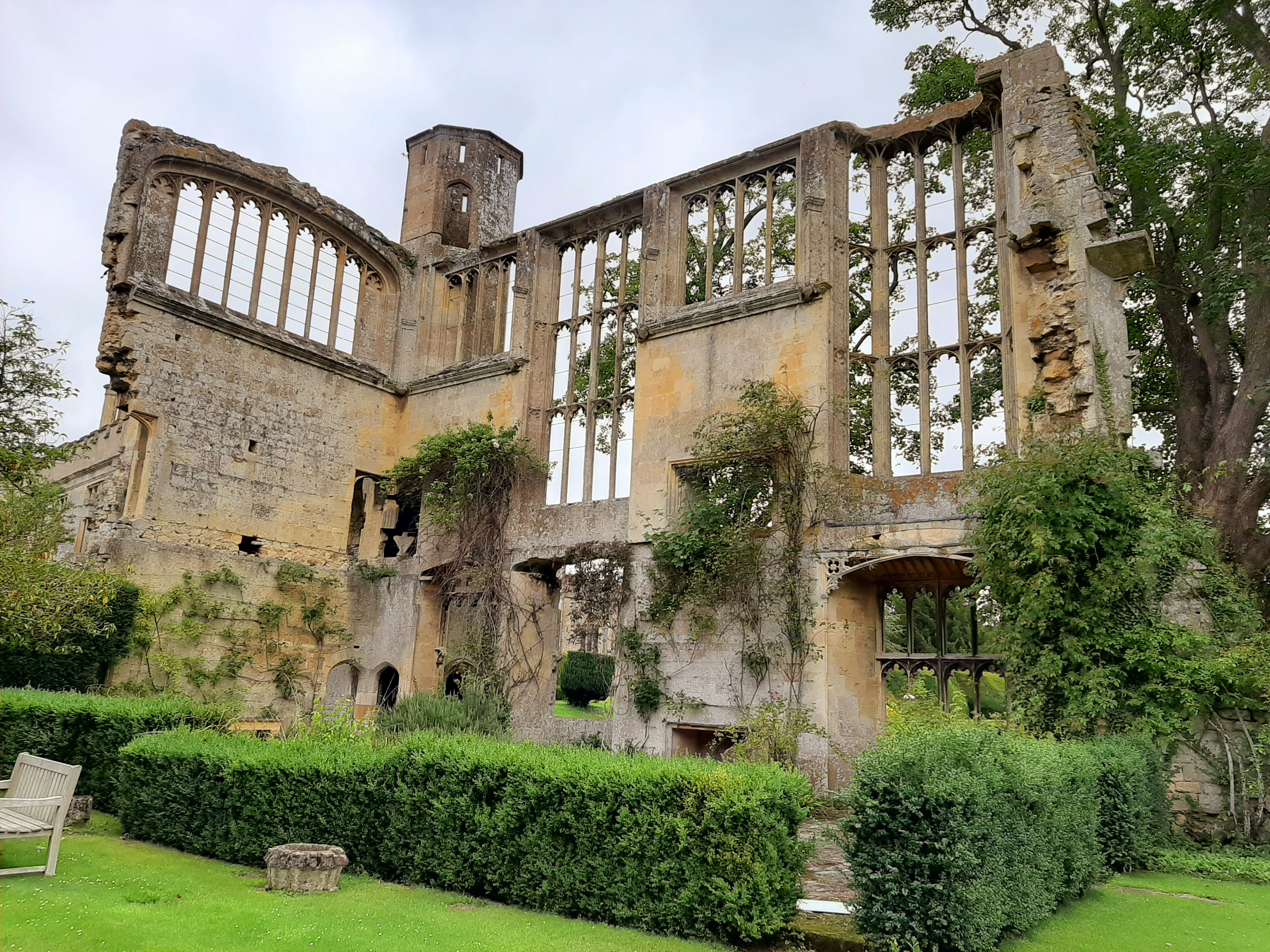
Salão de Banquetes de Ricardo III.

Ralph, agora fora de favor como apoiador da causa lancastriana, foi em 1469 compelido a vender Sudeley e seis outras propriedades à Coroa. Eduardo IV concedeu Sudeley ao seu irmão, Ricardo, Duque de Gloucester, que o utilizou como base militar antes da Batalha de Tewkesbury em 1471.
Em 1478, Ricardo trocou Sudeley pelo Castelo de Richmond, antes de reaver a propriedade ao ascender ao trono em 1483, ocasião em que parece ter visitado tanto Sudeley como o Castelo de Kenilworth durante uma procissão Real.
A Ricardo é atribuída a construção do grande salão de banquetes em Sudeley. Este "Grande Salão" foi edificado segundo as mais recentes tendências da época, com um salão no piso térreo destinado a receber convidados e a realizar banquetes, e o grande salão superior reservado especialmente para uso do rei e do seu convidado de honra, tendo os seus próprios aposentos interligados a esta sala. Quando observado do exterior, as bordas das janelas oriel do salão estão adornadas com o que se presume ser a Rosa Branca de Iorque.
Atualmente, o salão de banquetes encontra-se em ruínas parciais e foi redesenhado como um jardim, com rosas e heras a treparem pelas paredes. Em 2018, os conservadores estavam a trabalhar para estabilizar a ruína.
Após a morte de Ricardo na Batalha de Bosworth em 1485, Sudeley, como propriedade da Coroa, foi transferido para o Rei Henrique VII, que por sua vez o apresentou ao seu tio Jasper Tudor.

### Catarina Parr

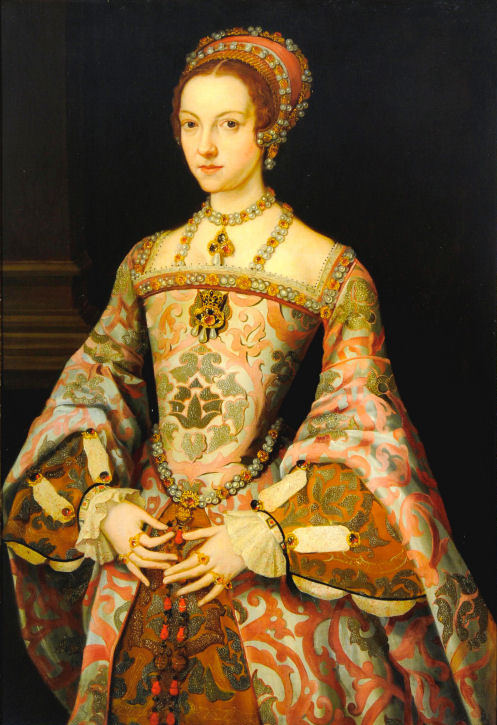
Retrato de Catarina Parr, Melton Constable ou Hastings.

Durante o seu reinado, o Rei Henrique VIII apenas se hospedou em Sudeley uma vez, durante a procissão Real de 1535 com Ana Bolena. Nos meses que antecederam a visita de Henrique a Sudeley, ele iniciou a execução da Dissolução dos Mosteiros, tendo executado o Bispo John Fisher e Sir Thomas More. Ademais, foi enquanto se encontrava em Sudeley que Papa Paulo III e o Imperador do Sacro Império Romano Fernando I começaram a discutir a sua excomunhão e remoção.
A morte de Henrique e a ascensão do Rei Eduardo VI abriram caminho para o surgimento de Eduardo e Thomas Seymour. O testamento de Henrique continha uma cláusula de "ofertas não cumpridas" que permitia aos seus executores atribuírem-se novas terras e títulos, o que levou Eduardo a ser declarado Protetor do Reino e a nomear o seu irmão Barão Seymour de Sudeley.
Alguns meses depois, Thomas casou secretamente com a viúva e última esposa de Henrique, Catarina Parr, sem a autorização do rei, o que causou um pequeno escândalo.
Em 1548, Catarina, agora grávida, mudou-se com o marido para o Castelo de Sudeley, trazendo consigo uma considerável comitiva: 120 Yeomen of the Guard e Gentil-homens da Casa, além das suas damas de companhia. Antes da sua chegada, Seymour tinha despendido "vastas quantidades de dinheiro no castelo, para o preparar para uma Rainha". O castelo foi especialmente preparado para esta mudança, e existem descrições do aspeto do quarto de Catarina. Durante a estadia de Parr, uma das suas acompanhantes foi Lady Jane Grey, pupila de Thomas Seymour, que seria rainha durante nove dias em 1553.

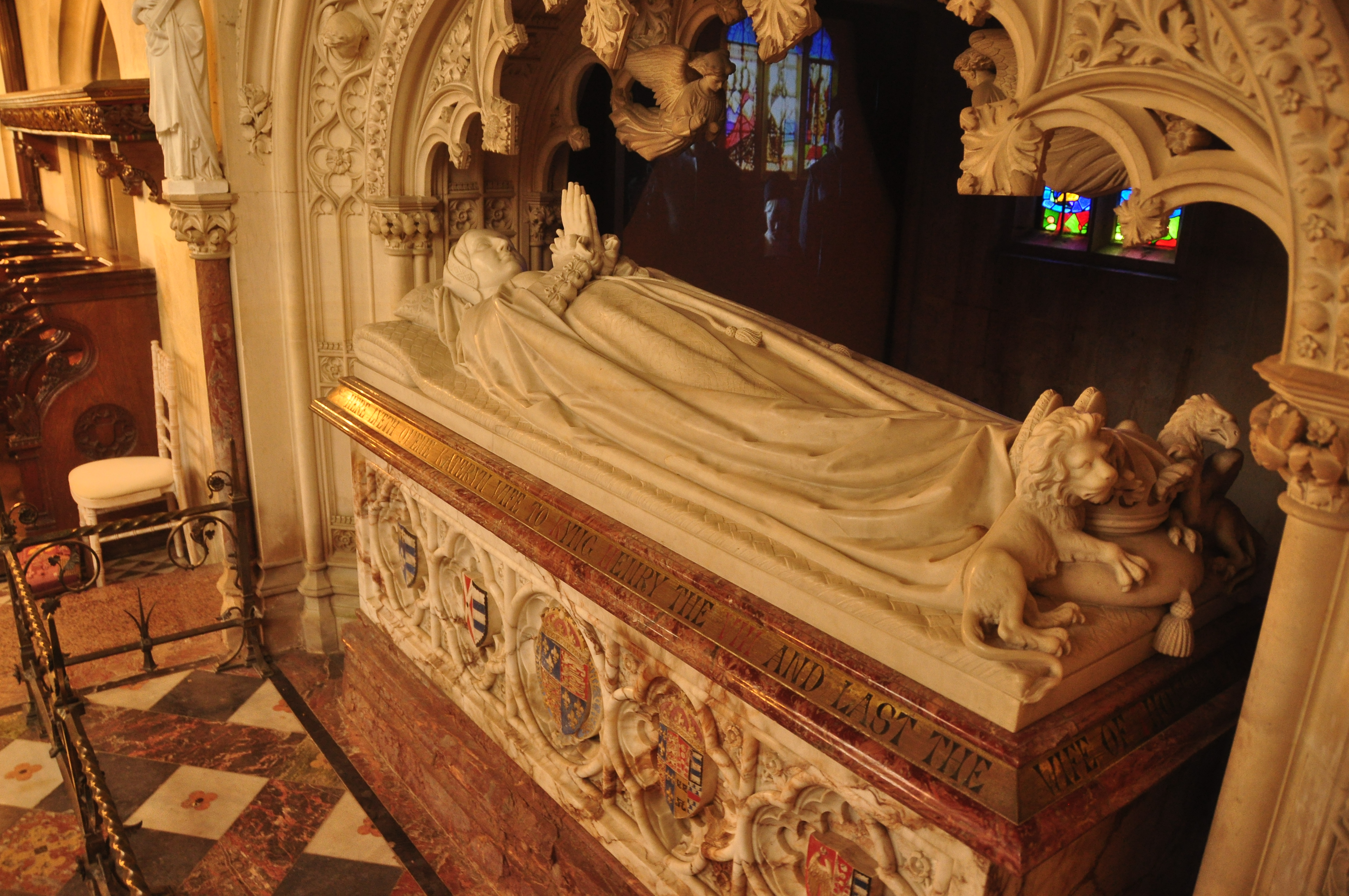
Túmulo de Catarina Parr, adicionado em 1863.

Catarina faleceu em Sudeley a 5 de setembro de 1548, vitimada pelo que foi descrito como "febre do puerpério", cinco dias após dar à luz a sua filha Maria Seymour. No funeral, Lady Jane Grey foi a principal lutuosa, e o reformador eclesiástico Myles Coverdale pregou o seu primeiro sermão Protestante.
Catarina foi sepultada dois dias depois na Igreja de Santa Maria, nos terrenos de Sudeley, numa cerimónia que se considerou o primeiro funeral protestante em inglês. Ao longo dos dois séculos seguintes, o seu túmulo original foi "mutilado e profanado" e o local da sua sepultura foi perdido. Em 1782, foi descoberto um caixão, com uma placa de chumbo que dizia: "Aqui jaz a Rainha Kateryne, esposa do Rei Henrique VIII e última esposa de Thomas, Senhor de Sudeley... faleceu a 5 de setembro...". Em 1792, vândalos desenterraram o caixão. Em 1817, os restos mortais foram colocados num vault de pedra perto dos restos do 6.º Senhor Chandos.
Após a conclusão da restauração da capela em 1863, os restos de Parr foram colocados num novo túmulo neogótico com dossel, projetado por George Gilbert Scott e criado pelo escultor John Birnie Philip.
Atualmente, o seu túmulo, com uma efígie em tamanho natural sob um dossel de mármore ornamentado, é considerado um local de peregrinação.
Após a morte de Catarina, o seu marido Thomas manteve Sudeley; ele deteve a propriedade até ser executado por traição seis meses depois. O irmão de Catarina, William Parr, 1.º Marquês de Northampton, herdou então o castelo, e manteve Sudeley até 1553, quando também foi acusado de traição, e Sudeley foi confiscado pela Coroa.

### Final do século XVI

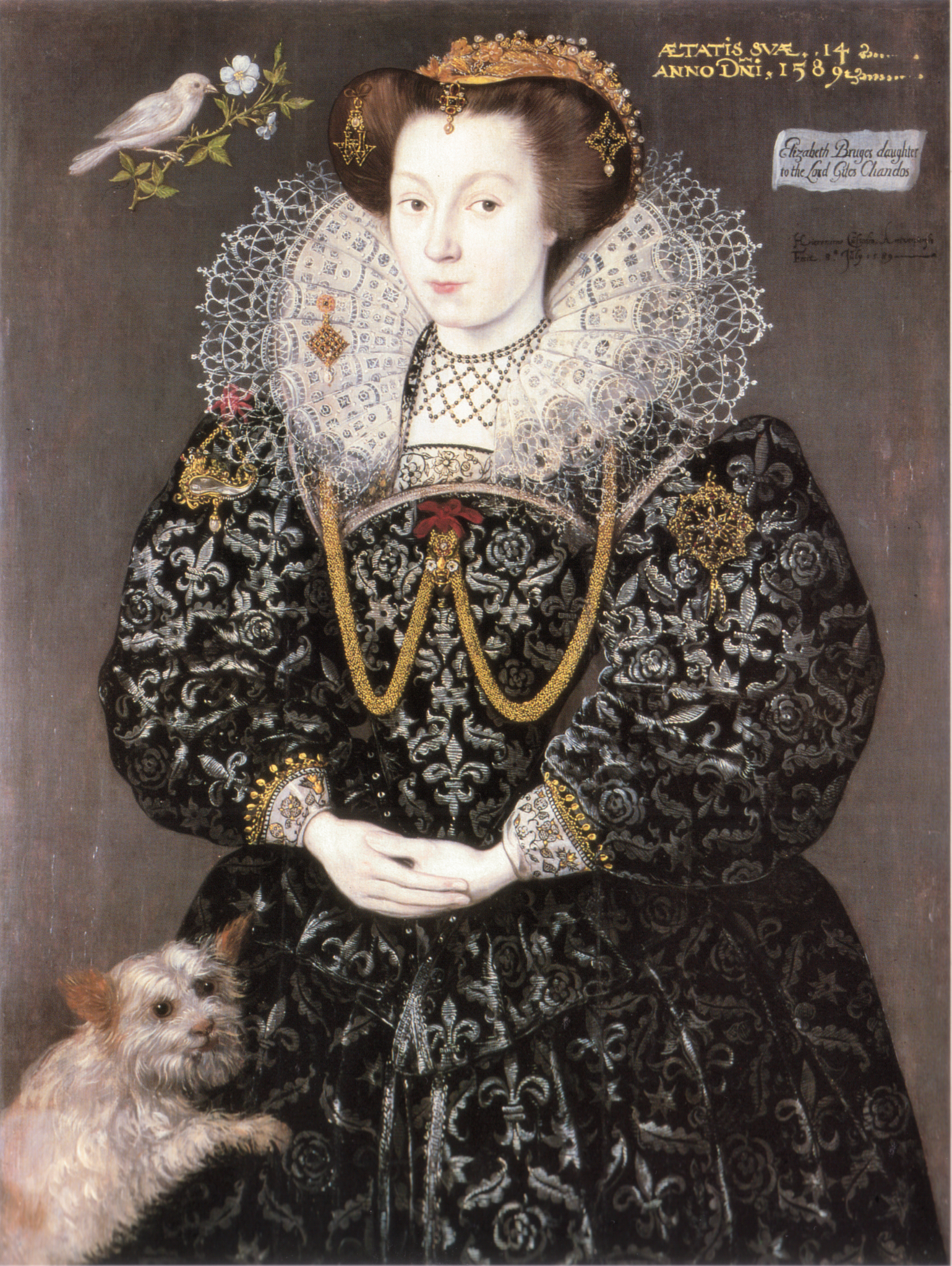
Retrato assinado e datado de Elizabeth Brydges, com 14 anos. Filha de Giles Brydges, 3.º Barão Chandos. Tornou-se dama de honor de Isabel I em 1589.

A 8 de abril de 1554, John Brydges foi elevado à posição de Barão Chandos de Sudeley pela Rainha Maria I de Inglaterra. Anteriormente, havia sido Tenente da Torre de Londres, onde fez amizade com Lady Jane Grey. Foi ele quem conduziu Jane à sua execução enquanto estava sob sua guarda.
A sua elevação deve-se quase certamente à sua assistência na repressão da rebelião de Wyatt.
O seu filho Edmund Brydges remodelou amplamente o castelo nas décadas de 1560 e 1570, reconstruindo quase completamente o pátio exterior, a parte do castelo que a atual família ocupa, tal como o vemos atualmente.
Isabel I hospedou-se em Sudeley em três ocasiões durante o seu reinado, visitando primeiro a sua antiga amiga, a recentemente viúva Dorothy Bray, Baroness Chandos em Sudeley em 1574. Hospedou-se novamente durante o Progresso Real de 1575, que viu Robert Dudley organizar uma festa exuberante no Castelo de Kenilworth, na sua última tentativa de a convencer a casar-se com ele.
A estadia mais famosa de Isabel em Sudeley ocorreu em 1592, quando Giles Brydges, 3.º Barão Chandos organizou uma festa de três dias em sua honra. Giles paisagista extensivamente os terrenos em redor do castelo em preparação para a visita, realizando banquetes, peças de teatro, danças e oferecendo presentes extravagantes durante a sua estadia, apresentando até a sua filha, Elizabeth Brydges, à rainha sob a aparência de Daphne. A visita teria quase levado à ruína financeira da família Brydges.
As escavações anuais realizadas por arqueólogos da DigVentures iniciaram-se em 2018, com o objetivo de descobrir mais sobre esta festa, revelando extensos Jardins Tudor a leste dos jardins vitorianos atualmente em construção no local. Através destas investigações, evidências de múltiplas fases de paisagismo foram reveladas, a mais antiga das quais data da metade do século XVI. Isto é significativo, uma vez que anteriormente estes jardins tinham sido atribuídos a Giles Brydges, 3.º Barão Chandos e aos esforços de paisagismo realizados em antecipação à visita de Isabel. O LiDAR mostra áreas extensas circundantes aos terrenos do castelo que ainda podem conter evidências destes trabalhos, mas vale a pena notar que parece ter havido outra fase de trabalho, provavelmente associada às obras realizadas por Thomas Seymour em antecipação à chegada de Catarina Parr.

### Guerra Civil Inglesa

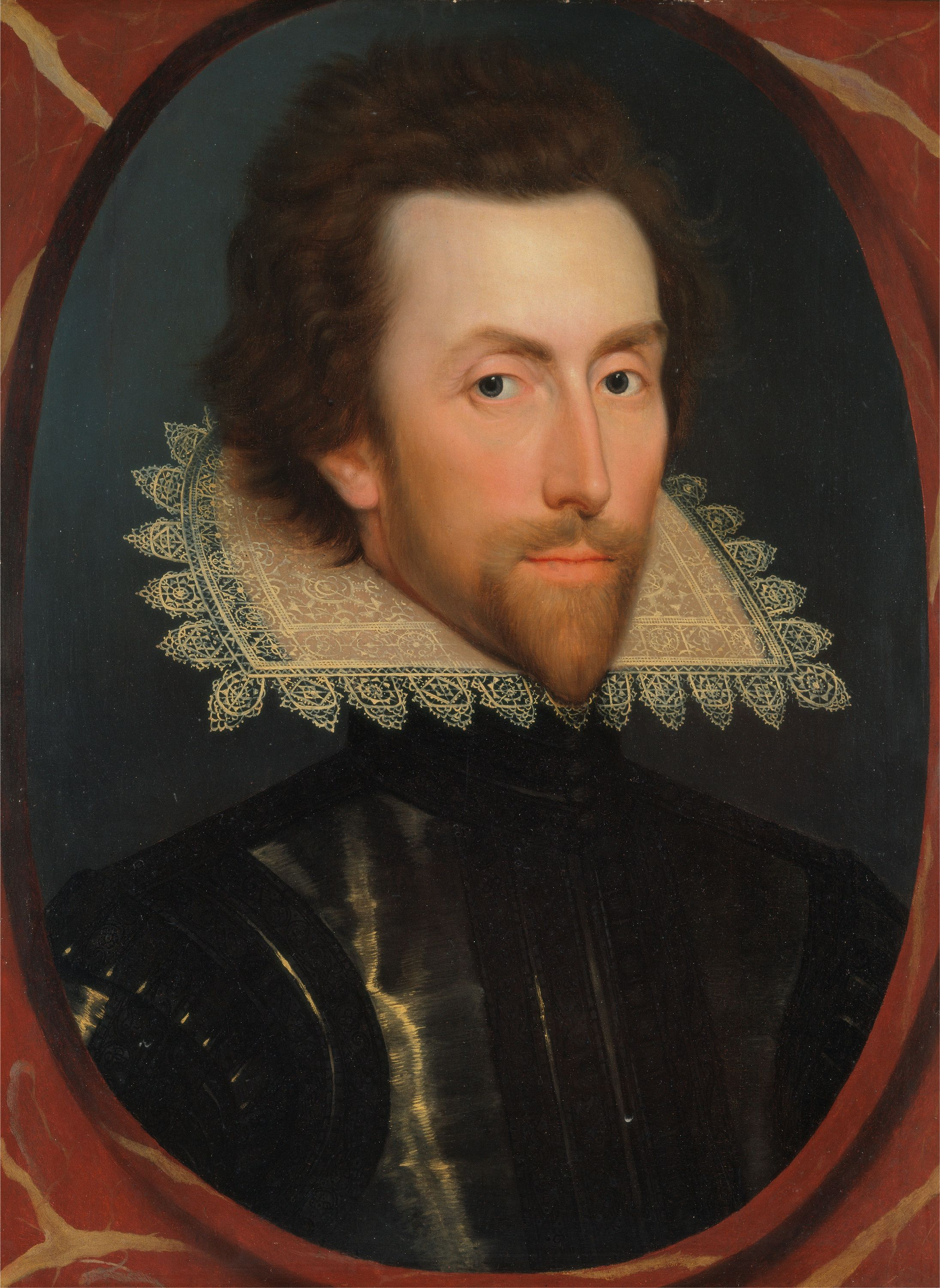
Grey Brydges, 5.º Barão Chandos "Rei dos Cotswolds".

Sob a família Chandos, Sudeley continuou a prosperar e a florescer, com Grey Brydges, 5.º Barão Chandos a obter o título de "Rei dos Cotswolds" pelo seu estilo de vida magnífico e pela sua generosidade. Os registos mostram que ele tinha estado a adquirir tapeçarias caras do estrangeiro através de William Trumbull, enviado aos Arquiducados da Áustria, para decorar Sudeley. Grey era um cortesão influente e um viajante ávido, tendo percorrido extensivamente a Europa e participado na Guerra da Sucessão de Jülich. Casou com Lady Ann Stanley, descendente da irmã mais nova de Henrique VIII, Princesa Maria Tudor, e possível herdeira do trono de Inglaterra. Faleceu em 1621.
O último ocupante real de Sudeley seria Carlos I durante a Guerra Civil Inglesa, um conflito travado entre o rei e o parlamento.
O novo senhor, George Brydges, 6.º Barão Chandos, apoiou a causa realista, e foi enquanto apoiava Príncipe Rupert no cerco a Cirencester em janeiro de 1643 que Sir Edward Massey, com cerca de quinhentos soldados e duas canhões, atacou o castelo. A pequena guarnição caiu rapidamente e o castelo foi pilhado; em breve foi abandonado após a notícia de que o exército realista havia tomado Cirencester e estava a direcionar a sua atenção para o castelo.
Mais tarde, nesse ano, após o fracasso do exército realista no Cerco de Gloucester, Carlos I montou acampamento em Sudeley, utilizando-o como base de operações em Gloucestershire; e então tentou forçar Robert Devereux, 3.º Conde de Essex a um combate aberto.
O castelo passou por várias mãos durante a guerra, notoriamente resistindo a bombardeios de canhão por Sir William Waller, até que foi traído por um dos seus oficiais que deixou os atacantes entrarem.
Em 1649, após o fim da guerra civil, o parlamento ordenou a demolição do castelo, para garantir que não pudesse ser utilizado novamente como posto militar. O processo levou cerca de cinco meses a ser concluído, desmontando largamente o pátio interior e os apartamentos reais, mas estranhamente deixando muito do pátio exterior intacto. Em 1650, George Brydges, 6.º Barão Chandos, recebeu uma compensação financeira pela perda do castelo.
Afundado em dívidas, o senhor não conseguiu reconstruir Sudeley, e faleceu em 1655 após anos de prisão na Torre de Londres. Com a sua morte, o castelo semi-derruído foi herdado pela sua esposa, Lady Jane Savage, separando-se pela primeira vez do título de Barão Chandos em mais de um século. Ela não tinha meios para o restaurar e o castelo permaneceu como uma ruína negligenciada durante quase 200 anos.

### Renascença Vitoriana

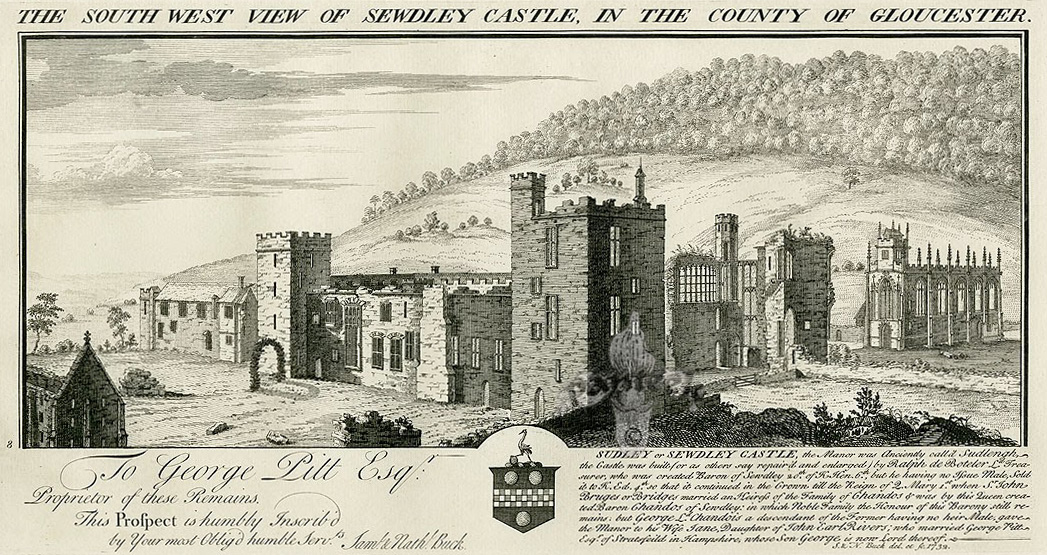
Gravura do Castelo Sudeley em 1732, mostrando o pátio interior em ruínas e o pátio exterior ainda ocupado.

Durante quase dois séculos, o castelo permaneceu em grande parte em ruínas, mas aparentemente nunca se tornou totalmente abandonado.
Sudeley era propriedade da família Pitt, descendentes do segundo casamento de Lady Jane Savage, que foram elevados à nobreza em 1776 como Barão Rivers.
Durante o século XVIII, alugaram Sudeley a inquilinos, destacando-se a família Lucas, membros da gentry local. Joseph Lucas recebeu o Rei Jorge III durante a sua visita ao castelo em 1788, sendo a Senhora Cox, a governanta, responsável por salvar a vida do rei, apanhando-o após ele ter caído da Torre Octogonal. A família Lucas também esteve envolvida na redescoberta do túmulo de Catarina Parr em 1782; o seu corpo foi encontrado "inteiro e incorrupto".
Em 1837, o Castelo Sudeley foi adquirido pelos irmãos John e William Dent de Worcester, fabricantes de luvas abastados, cujo pai fundou a Dents Gloves em 1777. Na altura da compra, o castelo estava "em ruínas, mas parcialmente ocupado por inquilinos".

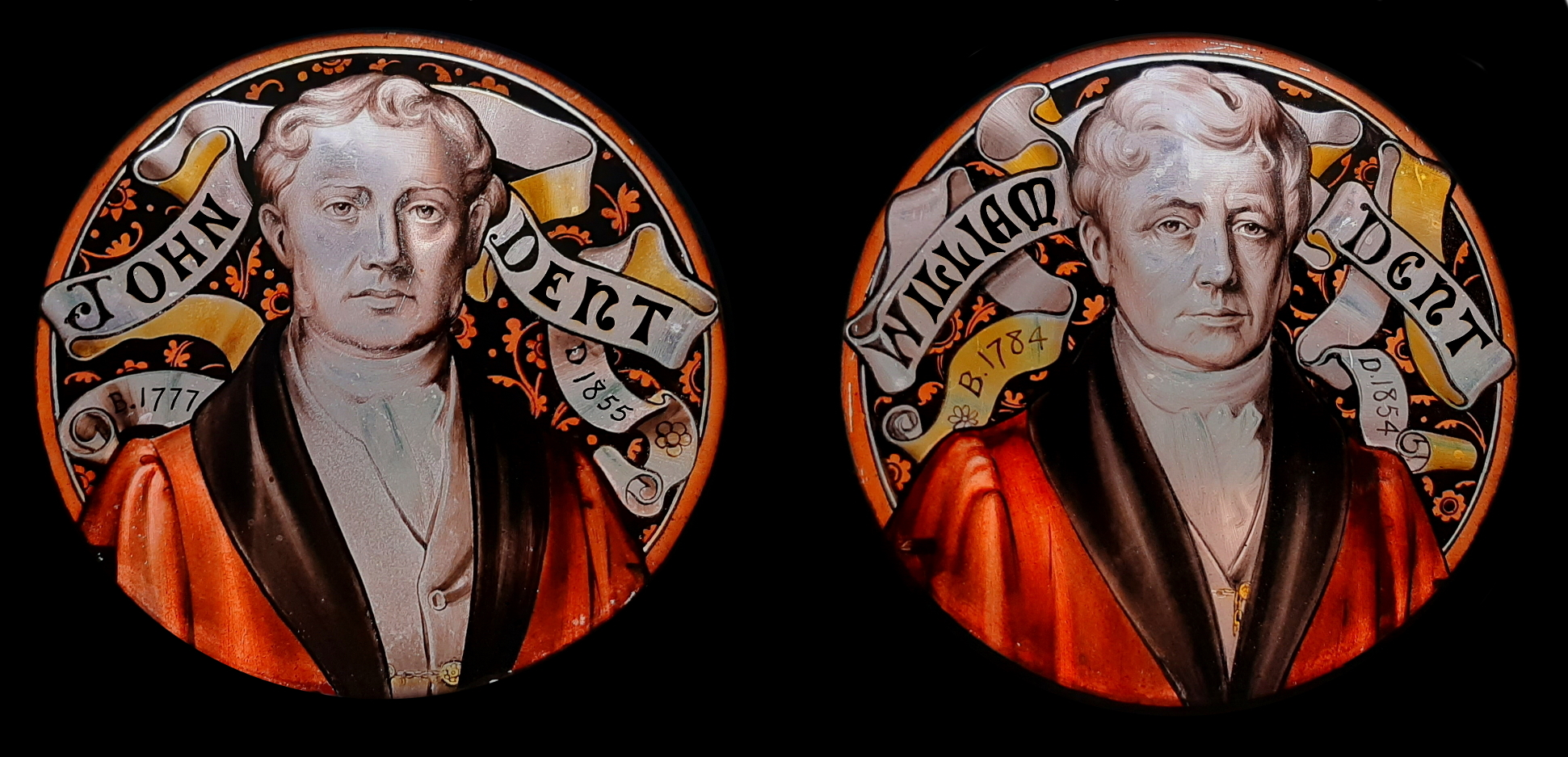
John e William Dent, os irmãos que fizeram fortuna com luvas, e adquiriram e restauraram o castelo em 1837.

Um dos inquilinos anteriores, John Attwood, transformou o castelo numa casa pública, "The Castle Arms", tratando-o como uma pedreira, quebrando as pedras e vendendo a pedra, madeira e chumbo.

Um relatório de 2020 descreveu a condição do castelo na altura da compra:
o castelo consistia nas remanescentes de dois pátios interligados formando um plano em figura de oito. Três lados do pátio exterior estavam cercados por alas de dois andares que, ao longo do tempo, acomodaram diversas habitações, edifícios agrícolas e até uma taberna. Todo o restante do edifício encontrava-se em ruínas, incluindo um celeiro medieval a oeste do castelo e a capela.
A restauração do castelo pelos Dent foi bastante sensível, optando por não reconstruir completamente o castelo; em vez disso, deixaram parte dele como ruínas pitorescas, conferindo ao castelo grande parte do seu carácter ainda visível hoje. Uma fonte confiável afirma que a restauração foi dirigida por George Gilbert Scott, "trabalhando no lado ocidental do pátio interior no estilo dos edifícios medievais e elisabetanos existentes"; Gilbert Scott subsequentemente iniciou a restauração da capela independente de Santa Maria do castelo.

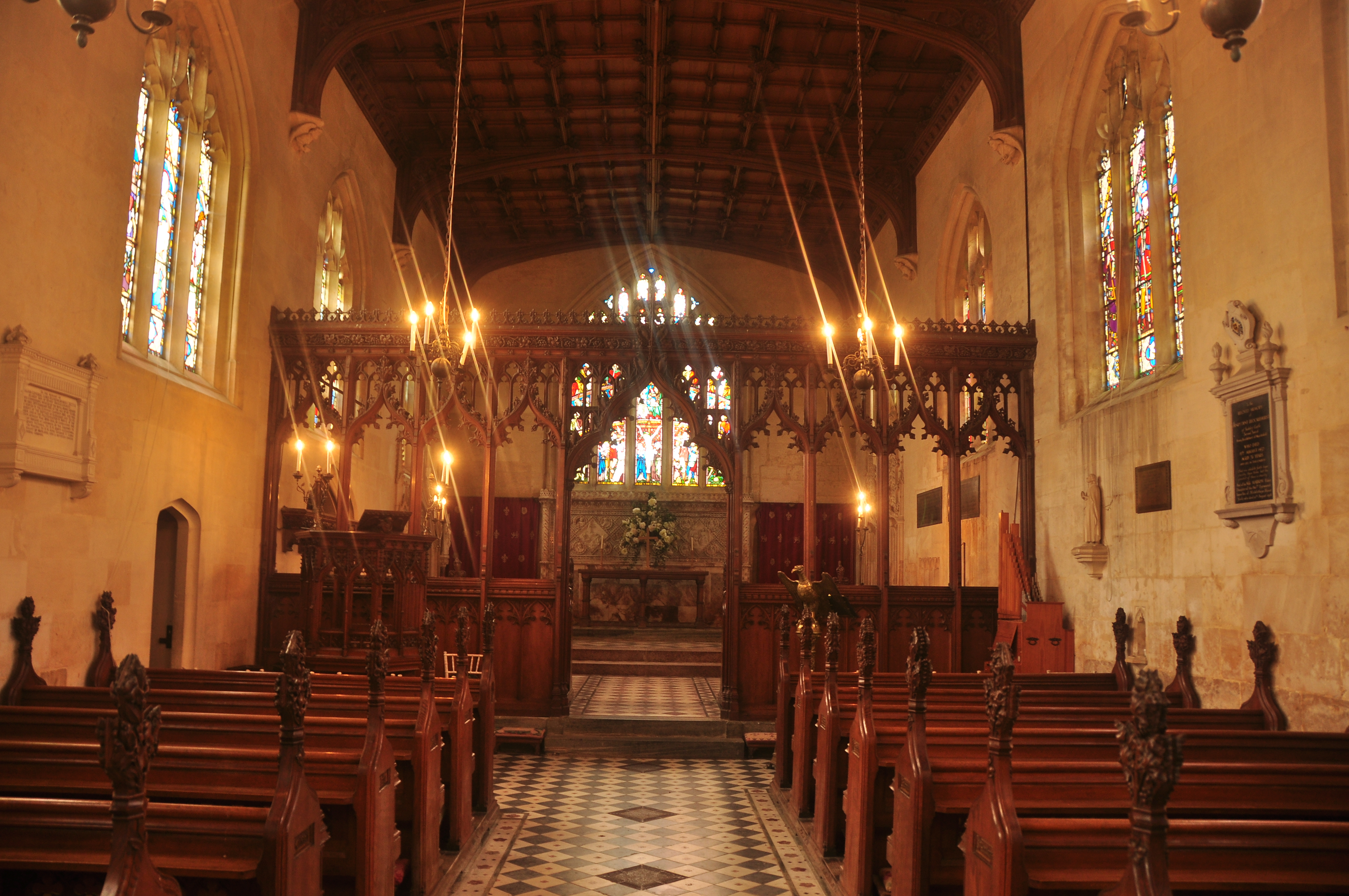
Capela de Santa Maria.

A capela é um edifício classificado de Grau I, designada como "Igreja de Santa Maria". O resumo afirma "Cerca de 1460 para Ralph Boteler, ais do norte do final do século XV ou início do século XVI, restaurada entre 1859 e 1863 por Sir G.G. Scott para J.C. Dent". (Ralph Boteler, 1.º Barão de Sudeley foi o proprietário durante a primeira restauração do castelo e da capela.) O resumo prossegue afirmando que o exterior da capela data principalmente dos séculos XV e XVI e que "quase todo o interior remonta a 1859".
Quando Sudeley se tornou habitável novamente, os irmãos começaram a preencher o castelo com arte e antiguidades, adquirindo uma parte considerável da coleção de Horace Walpole durante a venda de Strawberry Hill House de 1842, um leilão que durou 32 dias. Um relatório afirma que mobilaram a casa com "uma notável coleção antiquária de mobiliário, vidro e pinturas que ainda mais enriqueceram a sua história, incluindo algumas aquisições muito criteriosas da venda de Strawberry Hill em 1842".
Até 1855, ambos os irmãos haviam falecido e o castelo foi herdado pelo sobrinho dos irmãos Dent, John Croucher Dent, e pela sua esposa, Emma, da abastada família de fabricantes de seda, os Brocklehursts de Macclesfield, que se propuseram a melhorar o castelo e a adicionar à sua coleção.

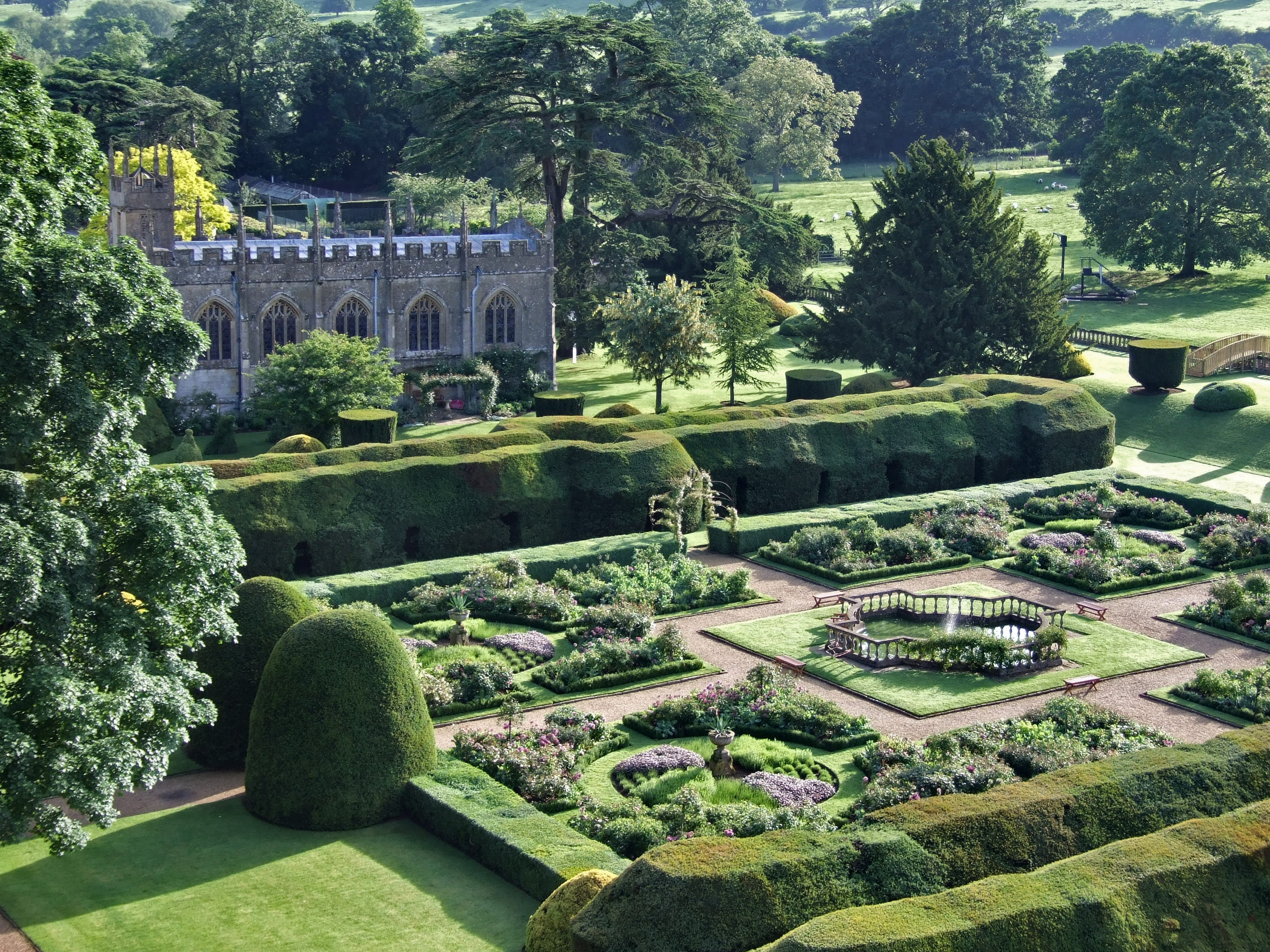
Jardim das Rainhas.

Emma organizava eventos em grande escala, realizando bailes de fantasia e soirées, frequentemente acolhendo mais de 2.000 convidados por ano; era também uma escritora de cartas ávida, algumas das quais sobrevivem na coleção do castelo, incluindo correspondência com Florence Nightingale.
Em 1859, Emma decidiu tentar a recriação de um jardim histórico. Em 1885, começou a "ampliar substancialmente a casa e os seus serviços... remodelou o lado ocidental do castelo por toda a extensão de ambos os pátios, sobrepondo uma seção das ruínas e iniciando uma nova torre no seu canto nordeste". Em 1892, construiu um "pavilhão norte" na propriedade. Ela também providenciou que Winchcombe recebesse o seu "primeiro abastecimento de água encanada em 1887".
Após Henry Dent Brocklehurst e a sua esposa Marion herdarem a propriedade em 1900, redecoraram-na. Trinta anos depois, o seu filho, Jack, organizou a "reconfiguração da ala oriental do edifício" e "a criação de uma biblioteca com painéis decorada com uma lareira elisabetana". A sua esposa Mary trouxe a "coleção de quadros de Walter Morrison" para o castelo; a maioria das peças permanece no local.

### Segunda Guerra Mundial e anos posteriores
No início da Segunda Guerra Mundial, Sudeley encontrava-se em circunstâncias difíceis, tendo sofrido as enormes taxas de sucessão que lhe foram impostas após a morte de Henry Dent-Brocklehurst em 1932, forçando a família a vender grande parte das terras das quais o castelo dependia para a sua manutenção.
Durante a guerra, o castelo foi utilizado como armazém pela Galeria Tate, que moveu a sua arte para fora de Londres na tentativa de mantê-la segura durante o Blitz.
Campo 37 estava localizado onde hoje se encontra o parque de estacionamento para visitantes, um campo de prisioneiros de guerra (POW) para soldados italianos e alemães capturados. Os POWs trabalharam em explorações agrícolas locais durante toda a duração da guerra até que o campo foi encerrado a 20 de janeiro de 1948.
Willy Reuter, que tinha sido um prisioneiro de guerra alemão no Castelo de Sudeley, recordou:
Enquanto estivemos neste campo, tivemos de trabalhar em várias fazendas. Durante um passeio de bicicleta aos domingos, conheci Beryl Meese em Broadway. Ela vivia em Redditch, Worcestershire (52 Sillins Avenue). Fomos bons amigos até à minha libertação. Durante uma visita a Inglaterra em 1998 com a minha esposa, filho e nora, consegui obter o número de telefone do irmão de Beryl através de pessoas que viviam na antiga casa dos pais de Beryl. Ele disse-me que Beryl estava de férias no Canadá—que pena que a perdemos.
A norte-americana Elizabeth chegou pela primeira vez a Sudeley após o seu casamento com Mark Dent-Brocklehurst em 1962, e, nos anos seguintes, começou a preparar a abertura do castelo ao público, o que aconteceu com grande celebração em maio de 1970. A linha do tempo do site do castelo indica que em 1969 o castelo foi herdado por Mark e pela sua esposa nascida nos Estados Unidos, Elizabeth; o casal converteu a propriedade numa atração turística.
Mark faleceu em 1972, deixando Elizabeth, Lady Ashcombe, a gerir Sudeley sozinha, e o castelo teve de enfrentar a sua terceira rodada de pesadas taxas de sucessão em menos de 50 anos.
Elizabeth, Lady Ashcombe, casou com Henry Cubitt, 4.º Barão Ashcombe e tio da Rainha Camila em 1979. Decidiram manter Sudeley aberto ao público como uma atração histórica e iniciaram uma restauração significativa do castelo. Lorde Ashcombe faleceu em 2013.
O site de Sudeley confirma que em 1979, Elizabeth (Lady Ashcombe, naquela altura) e os seus filhos Henry e Mollie Dent-Brocklehurst "assumiram a gestão da atração para visitantes".
BBC Four apresentou uma investigação sobre o castelo a 27 de junho de 2007, intitulado Crise no Castelo. Este documentou a turbulência associada à gestão do castelo por três membros da família Dent-Brocklehurst. O encerramento do castelo ao público em alguns dias da semana desmotivava os visitantes que se deslocavam para as suas excursões, resultando numa queda dramática no número de visitantes nos três anos que precederam a criação do programa.
Relatórios na imprensa em abril de 2008 afirmavam que a família estava a vender uma pintura de J.M.W. Turner em leilão, uma vez que a atração "estava a perder £100,000 por ano" e precisava de uma restauração.
Sudeley realizou uma recriação do funeral de Catarina Parr em setembro de 2012, com a orientação do historiador Dr. David Starkey; o evento recebeu feedback positivo de sociedades de recriação.

## História Recente
Sudeley é gerido pela família e continua a ser a residência de Elizabeth, Lady Ashcombe, e "seu filho, filha e suas famílias" a partir de 2021. A família compromete-se a preservar continuamente o castelo, os seus tesouros e a ongoing restauração e regeneração dos jardins de Elizabeth, Lady Ashcombe, dos seus filhos, Henry e Mollie Dent-Brocklehurst, e netos. Em setembro de 2019, BBC News referiu-se a Lady Ashcombe como "a proprietária do castelo".
As exposições do castelo foram redesenhadas e relançadas em 2018 sob o título "Royal Sudeley 1,000: Trials, Triumphs and Treasures", e estão situadas na ala de serviço do século XV, abrangendo três andares. As visitas levam os visitantes através dos 1.000 anos da história de Sudeley, destacando aspetos importantes do passado do castelo e exibindo artefactos históricos e obras de arte da coleção.
O castelo abre ao público sazonalmente, e algumas secções são utilizadas como hotel, mas continua a ser uma residência familiar, com Elizabeth, Lady Ashcombe, frequentemente referida como "a chatelaine de Sudeley". A partir de 2019, um dos passeios pelo castelo incluía uma visita aos "apartamentos privados da família, disponíveis diariamente da primavera até ao final de outubro."
Sudeley também tem sido utilizado como local para casamentos há vários anos. Vários casamentos de celebridades tiveram lugar no castelo, desde o casamento de Elizabeth Hurley em 2007 até ao casamento de Felicity Jones com Charles Guard em 2018.
Em setembro de 2019, ladrões roubaram itens da exposição real do castelo, incluindo "recordações raras feitas de ouro e pedras preciosas apresentadas pelo Rei Eduardo VII à sua última amante".
Devido a restrições impostas pela pandemia de COVID-19, o castelo esteve encerrado durante alguns meses; certas partes reabriram temporariamente durante 2020. A partir de março de 2021, o site do Castelo de Sudeley & Jardins indicava que "as exposições estão encerradas até 2021. As datas de reabertura e informações serão anunciadas o mais breve possível".

## Jardins e Terras
O Castelo Sudeley situa-se no coração de uma propriedade que se encontra aninhada entre os vales dos Cotswolds.

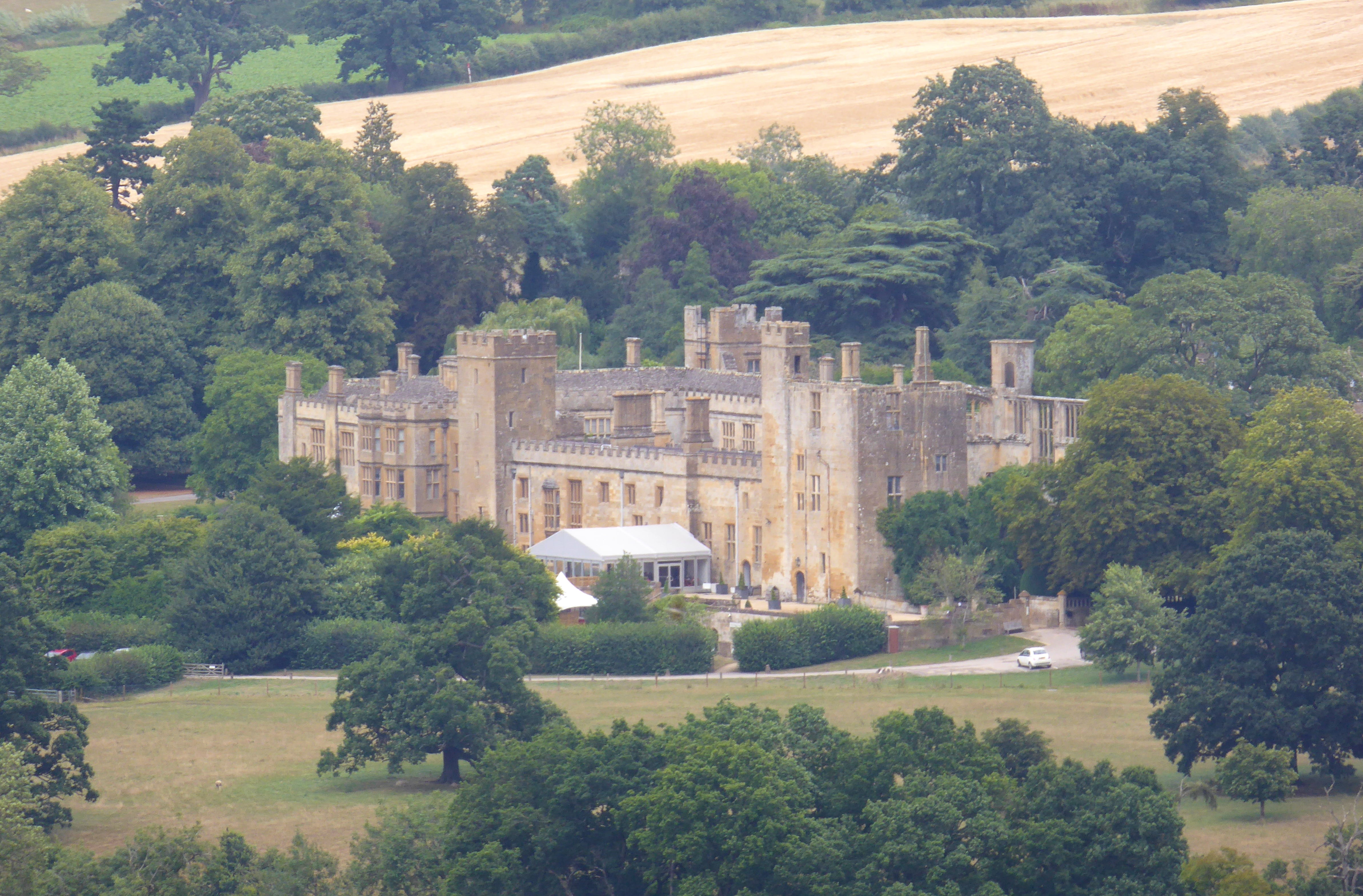
Castelo Sudeley visível a partir do Cotswold Way.

A propriedade é composta por uma mistura de campos de pastagem abertos e bosques, e é atravessada por vários caminhos públicos, notavelmente o Cotswold Way, um trilho pedonal de longa distância com 102
-milha (160 km). Estes caminhos têm ligado Sudeley a outras cidades históricas e monumentos, como Hailes Abbey, Broadway, Belas Knap e Stanway House.

Os jardins do castelo estão disponíveis para visita pública durante a temporada de abertura do castelo.

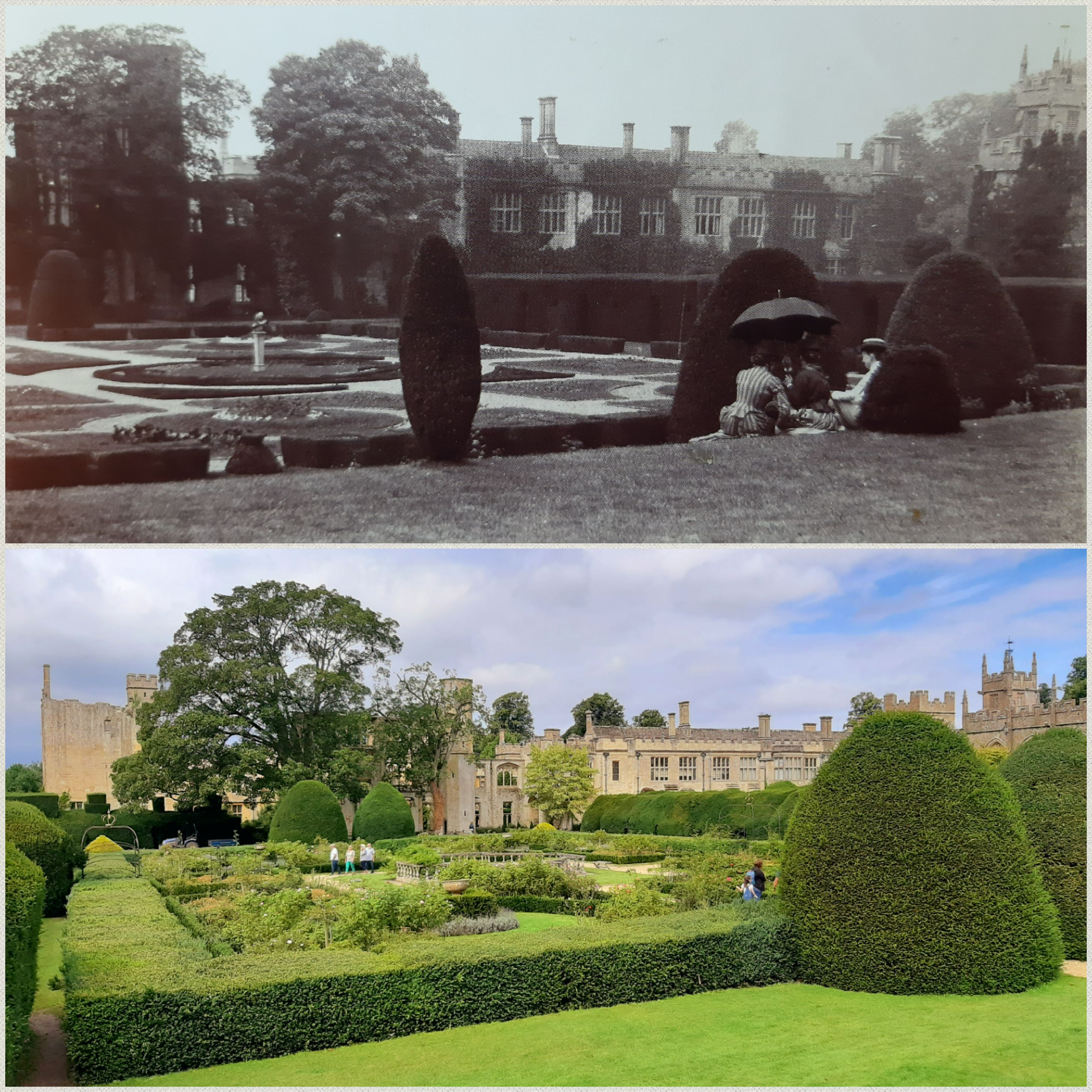
Uma comparação do Jardim das Rainhas na Era Vitoriana e hoje.

 O jardim está dividido em dez jardins distintos, sendo o Jardim das Rainhas o principal. O Jardim das Rainhas é o replantio vitoriano de um original jardim parterre elisabetano que foi descoberto no mesmo local, com as grandes sebes de teixo que o rodeiam datando de 1860.
A renomada rosiculturista Jane Fearnley-Whittingstall é responsável pela atual exibição de rosas no Jardim das Rainhas, que agora alberga mais de 80 variedades diferentes de rosa.
Outro jardim em Sudeley é o Jardim em Nó, composto por mais de 1.200 sebes de buxo, cujo intrincado design se inspirou no padrão do vestido usado por Isabel I em Uma Alegoria da Sucessão Tudor, uma pintura que se encontra pendurada no castelo.
A Igreja de Santa Maria, onde Catarina Parr está sepultada, é delimitada pelo Jardim Branco, que inclui peónias, clematites, rosas e tulipas, onde Catarina e a sua acompanhante, Lady Jane Grey, entrariam na igreja para as orações diárias.
Sudeley alberga também uma das maiores coleções públicas de faisões ameaçados de extinção no mundo, e colabora estreitamente com a Associação Mundial de Faisões. A faisanaria, que opera no castelo há mais de 30 anos, faz parte de um programa de reprodução mais amplo que foi estabelecido na esperança de aumentar o número de aves criticamente ameaçadas antes de, esperançosamente, as reintroduzir nos seus habitats naturais.

## Atrações Turísticas
O Castelo Sudeley tem sido uma atração turística desde o início do século XVIII, atraindo antiquários, gravadores e artistas de toda a Grã-Bretanha. Alguns dos primeiros visitantes foram Samuel e Nathaniel Buck, que visitaram e desenharam o castelo em 1732 para o seu livro Antiguidades de Buck. O castelo, como uma ruína romântica, recebeu Jorge III, que o visitou em 1788 enquanto tomava as águas em Cheltenham Spa.
Atualmente, Sudeley é um dos poucos castelos restantes na Inglaterra que ainda é uma residência privada. A família Dent-Brocklehurst continua dedicada a tornar o castelo e os jardins o mais acessíveis possível ao público em geral, abrindo-o sazonalmente aos visitantes, embora as áreas privadas da família permaneçam em grande parte fechadas.

### Coleção de Arte

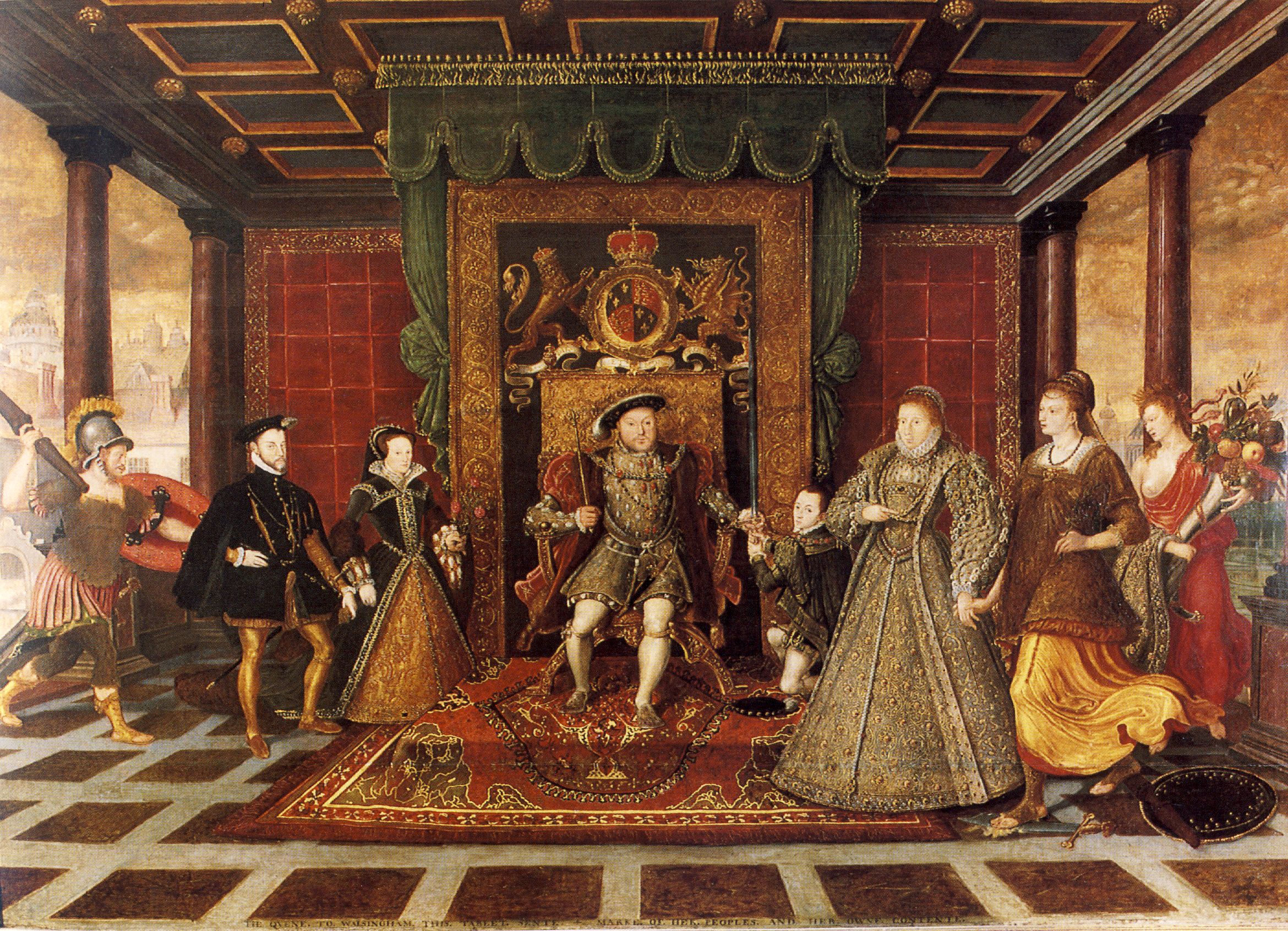
Uma Alegoria da Sucessão Tudor encomendada por Isabel I.

A base da coleção de arte de Sudeley foi constituída durante a venda da Strawberry Hill House de 1842. Foi um dos leilões mais impressionantes da sua época, durando cerca de 32 dias, vendendo a coleção de arte de Horace Walpole, filho de Robert Walpole, que é geralmente considerado o primeiro Primeiro-Ministro da Grã-Bretanha. A coleção foi ampliada ao longo da era vitoriana e novamente com a herança da parte da coleção de arte do empresário vitoriano James Morrison de Basildon Park.
Nem tudo na coleção do castelo se enquadra na categoria de arte, existindo artefactos como um livro de orações e uma carta de amor pertencentes a Catarina Parr, armamento e o Livro de Horas Bohun, um dos apenas seis exemplares que sobreviveram até aos dias de hoje.
Nem toda a coleção de arte está exposta ao público, com uma seleção dela nas exposições; o restante é mantido nos quartos privados da família. O castelo realiza visitas guiadas especializadas que levam pequenos grupos de visitantes pelos aposentos privados para visualizar a arte; no entanto, estas precisam ser agendadas com antecedência para garantir a disponibilidade.

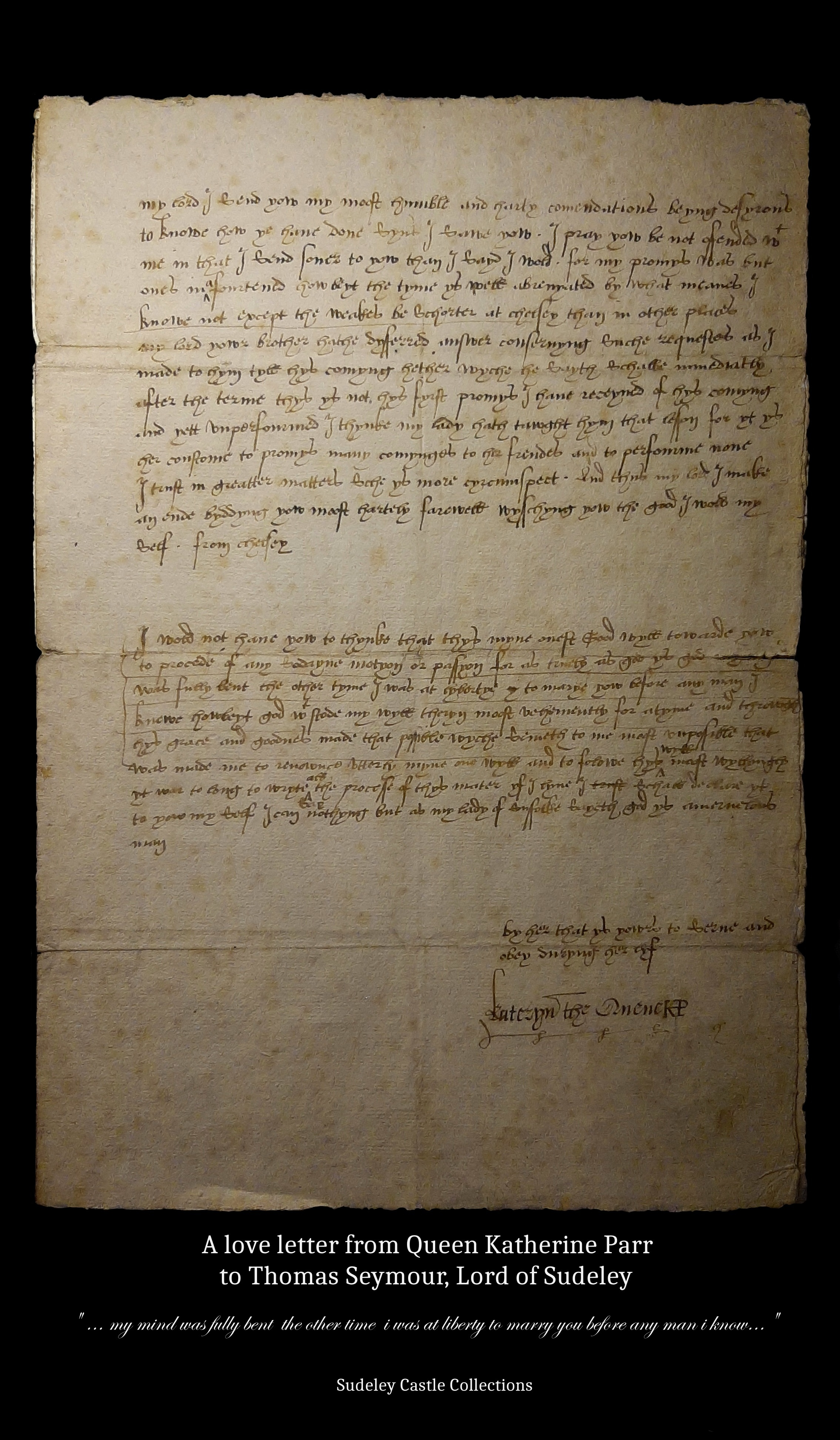
Uma carta de Catarina Parr a Thomas Seymour, na qual declara o seu amor por ele – exposta em Sudeley.

Esta é uma seleção de algumas das obras de arte destacadas no castelo.
- Uma Alegoria da Sucessão Tudor Encomendada por Isabel I para o seu mestre de espionagem Sir Francis Walsingham e atribuída a Lucas de Heere;
- Ascensão do Rio Stour em Stourhead por J. M. W. Turner. Datada de 1817 e exibida na Royal Academy of Arts em 1825; a Tate possui os esboços preparatórios para esta pintura;[64]
- Um Retrato de Peter Paul Rubens por Anthony van Dyck;[61]
- Flora por Bernardino Luini, pintado cerca de 1515;
- Miniatura do Rei Henrique VIII atribuída a Lucas Horenbout;
- Miniatura da Rainha Catarina Parr por Hans Holbein, o Jovem.

### Coleção Têxtil
A coleção têxtil do Castelo Sudeley foi montada por Emma Dent no século XIX, sendo considerada uma das melhores coleções do país e, durante algum tempo, esteve emprestada ao Museu Victoria e Albert em Londres. Devido à delicadeza de algumas das peças, uma parte selecionada está exposta no castelo nas exposições, enquanto o restante é mantido em armazenamento protetivo.
Esta é uma seleção de alguns dos têxteis destacados no castelo.
- Cortinas de cama de Aubusson do Louis XV, que se acredita terem pertencido a Maria Antonieta;
- A Caixa de Stumpwork de Sudeley, datada de cerca de 1660;
- Um colete que se acredita ter pertencido a Carlos I;
- Um dossel de renda do século XVI, que se diz ter sido feito por Ana Bolena para o batizado de Isabel I;
- Um fragmento de tecido que se diz ter vindo do vestido de Catarina Parr após a redescoberta e abertura do seu túmulo em 1782;
- Um tapeçaria Sheldon do início do século XVII,[65][66][67] tecido em lã, seda e fio de metal, com desenhos florais e cenas bíblicas. Foram traçados paralelos entre ela e a Tapeçaria Filioli, que foi comprada por J. P. Morgan em 1911 na Knole House.[68]

## Na Cultura Popular
Sudeley é considerado por alguns como o modelo para o Castelo de Blandings nos romances de P. G. Wodehouse. A adaptação para televisão da BBC de Heavy Weather (1995) foi filmada lá. O castelo tem sido utilizado como cenário em outros filmes e na televisão, incluindo:
- The Pallisers (1974)
- A Bela e o Monstro (1976)[70]
- Martin Chuzzlewit (1994)[71]
- Tess dos D'Urbervilles (2008)
- Father Brown (2013)
- Antiques Road Trip (2015)
- O Grande Desafio do Jardim de Chelsea (2015)[72]
- A Princesa Branca (2017)[73]
- O Guia de um Aristocrata Americano para Grandes Propriedades (2020)[74]
- The Spanish Princess (2020)